# Црна дуга
Црна дуга (енгл. Black Rainbow) амерички је психолошки хорор филм из 1989. године, редитеља и сценаристе Мајка Хоџиза, са Розаном Аркет, Џејсоном Робардсом и Томом Халсом у главним улогама. Радња прати Марту Травис, медијума, која постаје мета плаћеног убице.
Филм је сниман од октобра до децембра 1988. године у Рок Хилу (Јужна Каролина) и Шарлоту (Северна Каролина), а премијерно је приказан наредне године. Добио је подршку критичара након премијере и описан је као најбољи Хоџизов филм још од Ухвати Картера (1971). На сајту Ротен томејтоуз оцењен је са 88%.

## Радња
Марта Травис, медијум, путује заједно са својим оцем алкохоличаром и помаже људима да успоставе контакт са вољеним особама које су изгубили. Ситуација се закомпликује када Марта предвиди убиство које ће починити непознати плаћени убица, након чега он добије налог да убије и њу.

## Улоге
| Глумац         | Улога                    |
| -------------- | ------------------------ |
| Розана Аркет   | Марта Травис             |
| Џејсон Робардс | Волтер Травис            |
| Том Халс       | Гари Волас               |
| Марк Џој       | Лојд Харли               |
| Рон Розентал   | поручник Ирвинг Вајнберг |
| Џон Бенес      | Тед Силас                |
| Линда Пирс     | Мери Курон               |
| Олек Крупа     | Том Курон                |
| Марти Тери     | госпођа Адамс            |
| Ед Грејди      | Џеф Макбејн              |